# 翔雲賞
翔雲賞（しょううんしょう）は、帯広市が帯広競馬場で開催するばんえい競馬の重賞競走（BG2）である。十勝毎日新聞社が優勝杯を提供し、名称は「勝毎杯 翔雲賞」と表記される。

## 概要
2021年に、2歳（明け3歳）世代の牡馬限定重賞として新設。当初は「名称未定」とされていたが、2020年11月9日に名称を「翔雲賞」とした。

### 競走条件
以下の内容は、2024年度（2025年）のもの。
- 出走資格：3歳牡馬
  - 本年度収得賞金順に編成
- ばんえい重量：別定4（640kg、本年度収得賞金280万円につき10kg加増）

- 賞金額：1着200万円、2着76万円、3着44万円、4着24万円、5着16万円[5]。

## 歴代優勝馬
| 回数  | 施行日        | 競馬場 | 天候 | 馬場 水分 | 優勝馬           | 性齢 | ばんえい 重量 | タイム | 優勝騎手 | 管理調教師 |
| ----- | ------------- | ------ | ---- | --------- | ---------------- | ---- | ------------- | ------ | -------- | ---------- |
| 第1回 | 2021年1月31日 | 帯広   | 曇   | 2.5%      | タカナミ         | 牡3  | 640           | 1:40.6 | 船山蔵人 | 金山明彦   |
| 第2回 | 2022年2月6日  | 帯広   | 晴   | 2.3%      | キングフェスタ   | 牡3  | 650           | 1:25.5 | 鈴木恵介 | 小北栄一   |
| 第3回 | 2023年2月5日  | 帯広   | 晴   | 1.7%      | キョウエイプラス | 牡3  | 670           | 1:08.6 | 菊池一樹 | 村上慎一   |
| 第4回 | 2024年2月4日  | 帯広   | 晴   | 1.7%      | ライジンサン     | 牡3  | 660           | 1:49.3 | 鈴木恵介 | 大河原和雄 |
| 第5回 | 2025年2月2日  | 帯広   | 晴   | 1.0%      | スターイチバン   | 牡3  | 640           | 1:45.4 | 西謙一   | 坂本東一   |

### 各回競走結果の出典
- 翔雲賞 歴代優勝馬 - 地方競馬全国協会